# Loma Larga, Santiago Tenango
Loma Larga är en ort i Mexiko.   Den ligger i kommunen Santiago Tenango och delstaten Oaxaca, i den sydöstra delen av landet, 300 km sydost om huvudstaden Mexico City. Loma Larga ligger 2 034 meter över havet och antalet invånare är 144.
Terrängen runt Loma Larga är kuperad. Runt Loma Larga är det mycket glesbefolkat, med 7 invånare per kvadratkilometer. Närmaste större samhälle är San Francisco Telixtlahuaca, 8,4 km öster om Loma Larga. I omgivningarna runt Loma Larga växer huvudsakligen savannskog.